# Marielle Berger Sabbatel
Marielle Berger Sabbatel (Bourg-Saint-Maurice, 29 januari 1990) is een Franse freestyleskiester. Ze vertegenwoordigde haar vaderland op de Olympische Winterspelen 2014 in Sotsji en op de Olympische Winterspelen 2018 in Pyeongchang.

## Carrière
Bij haar wereldbekerdebuut, in december 2011 in Innichen, eindigde Berger Sabbatel directe op de zevende plaats. In februari 2013 stond de Française in Grasgehren voor de eerste maal in haar carrière op het podium van een wereldbekerwedstrijd. Op de wereldkampioenschappen freestyleskiën 2013 wist ze niet te finishen in de kwalificatieronde. Tijdens de Olympische Winterspelen van 2014 in eindigde Berger Sabbatel als negentiende op de skicross.
Op de wereldkampioenschappen freestyleskiën 2017 in de Spaanse Sierra Nevada eindigde de Française als zesde op de skicross. Tijdens de Olympische Winterspelen van 2018 in Pyeongchang eindigde ze als tiende op de skicross.
In Park City nam Berger Sabbatel deel aan de wereldkampioenschappen freestyleskiën 2019. Op dit toernooi eindigde ze als twaalfde op de skicross. Op 21 december 2019 boekte de Française in Innichen haar eerste wereldbekerzege. Op de wereldkampioenschappen freestyleskiën 2021 in Idre Fjäll eindigde ze als zesde op de skicross.

## Resultaten

### Olympische Spelen
| Jaar | Plaats      | Resultaten   |
| ---- | ----------- | ------------ |
| 2014 | Sotsji      | 19e Skicross |
| 2018 | Pyeongchang | 10e Skicross |

### Wereldkampioenschappen
| Jaar | Plaats        | Resultaten   |
| ---- | ------------- | ------------ |
| 2013 | Voss          | DNF Skicross |
| 2017 | Sierra Nevada | 6e Skicross  |
| 2019 | Park City     | 12e Skicross |
| 2021 | Idre Fjäll    | 6e Skicross  |

### Wereldbeker
Eindklasseringen
| Seizoen   | Algm | SX    |
| --------- | ---- | ----- |
| 2011/2012 | 28e  | 8e    |
| 2012/2013 | 18e  | Brons |
| 2013/2014 | 32e  | 8e    |
| 2014/2015 | 117e | 29e   |
| 2015/2016 | 67e  | 16e   |
| 2016/2017 | 41e  | 9e    |
| 2017/2018 | 17e  | 5e    |
| 2018/2019 | 41e  | 11e   |
| 2019/2020 | 15e  | 4e    |

Wereldbekerzeges
| Datum            | Plaats   | Onderdeel |
| ---------------- | -------- | --------- |
| 21 december 2019 | Innichen | Skicross  |